# Escudo de Guernesey
El escudo de armas de la Isla de Guernesey, como en el caso de la Isla de Jersey, es el de Inglaterra y Normandía. Este escudo, a diferencia de los anteriores, incorpora en su parte superior una pequeña rama. 
Consiste en un campo de gules (o rojo) en el que figuran tres leones (o leopardos, en heráldica a menudo se confunden) de oro, linguados, uñados y armados de azur. Sobre el escudo, una rama de oro.